# Helmholtz-Gemeinschaft

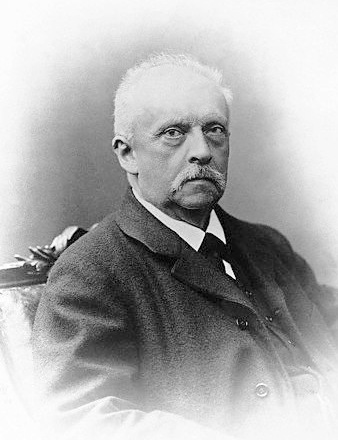
Hermann von Helmholtz, de naamgever van de Helmholtz-Gemeinschaft

De Helmholtz-Gemeinschaft Deutscher Forschungszentren is een samenwerkingsverband van 15 onafhankelijke Duitse onderzoeksinstellingen, die zich voornamelijk richten op de exacte wetenschappen. De naamgever is de medicus en natuurkundige Hermann von Helmholtz.

## Aangesloten instellingen
- Deutsches Zentrum für Luft- und Raumfahrt e.V. (DLR), Keulen
- Forschungszentrum Jülich GmbH (FZJ), Jülich (nabij Aken)
- Forschungszentrum Karlsruhe GmbH (FZK), Karlsruhe
- GSI Helmholtzzentrum für Schwerionenforschung mbH, Darmstadt
- GKSS-Forschungszentrum Geesthacht GmbH (GKSS), Geesthacht
- Helmholtz Zentrum München - Deutsches Forschungszentrum für Gesundheit und Umwelt, nabij München
- Helmholtz-Zentrum Berlin für Materialien und Energie (HZB), voorheen Hahn-Meitner-Institut, Berlijn
- Helmholtz-Zentrum Dresden-Rossendorf (HZDR), Dresden
- Helmholtz-Zentrum für Infektionsforschung GmbH (HZI), Braunschweig
- Helmholtz-Zentrum für Umweltforschung (UFZ), Leipzig
- Max-Planck-Institut für Plasmaphysik e.V. (IPP), Garching
- Stiftung Alfred-Wegener-Institut für Polar- und Meeresforschung (AWI), Bremerhaven
- Stiftung Deutsches Elektronen-Synchrotron (DESY), Hamburg
- Stiftung Deutsches Krebsforschungszentrum (DKFZ), Heidelberg
- Stiftung GeoForschungsZentrum (GFZ), Potsdam
- Stiftung Max-Delbrück-Centrum für Molekulare Medizin (MDC), Berlijn